# Callulops doriae
Espèce
Synonymes
- Manthophryne neuhaussi Vogt, 1911

Statut de conservation UICN

 LC  : Préoccupation mineure
Callulops doriae est une espèce d'amphibiens de la famille des Microhylidae.

## Répartition
Cette espèce est endémique de Papouasie-Nouvelle-Guinée. Son aire de répartition concerne la moitié Est du pays ainsi que l'île Vanatinai. Elle est présente jusqu'à 1 520 m d'altitude.

## Étymologie
Cette espèce est nommée en l'honneur de Giacomo Doria.

## Publications originales
- Boulenger, 1888 : Descriptions of new Reptiles and Batrachians obtained by Mr. H. O. Forbes in New Guinea. Annals and Magazine of Natural History, sér. 6, vol. 1, no 6, p. 343-346 (texte intégral).
- Vogt, 1911 : Reptilien und Amphibien aus Kaiser-Wilhelmland. Sitzungsberichte der Gesellschaft Naturforschender Freunde zu Berlin, vol. 1911, p. 420-432 (texte intégral).